# Willer Bordon
Willer Bordon (Muggia, 16 gennaio 1949 – Roma, 14 luglio 2015) è stato un politico italiano, divenuto anche Ministro dei lavori pubblici e Ministro dell'ambiente della Repubblica Italiana.

## Biografia

### Carriera politica
Già sindaco di Muggia (Friuli-Venezia Giulia), è stato eletto per la prima volta alla Camera dei deputati alle elezioni politiche del 1987 per il Partito Comunista Italiano, poi iscritto contemporaneamente al Partito Radicale di Marco Pannella.
È anche stato un esponente del Partito Democratico della Sinistra, nato dalla trasformazione del PCI.

#### Alleanza Democratica e Sottosegretario
Rieletto deputato alle politiche del 1992, nel 1993 con Ferdinando Adornato, uscì dal PDS per aderire al nuovo partito politico di centro-sinistra Alleanza Democratica (AD), fondato da Mario Segni.
Dopo che nel corso del tempo AD si disfece, Bordon ne rimase a capo, per poi farla confluire nel 1997 in Unione Democratica. Nel frattempo, in seguito alla nascita del primo governo Prodi de L'Ulivo, viene nominato sottosegretario di Stato al Ministero dei Beni e delle Attività Culturali, affiancando il ministro nonché Vicepresidente del Consiglio Walter Veltroni.

#### IdV, I Dem e Ministro della Repubblica
Bordon nel 1998 partecipa alla fondazione dell'Italia dei Valori di Antonio Di Pietro.
Nel 1999 aderisce a I Democratici di Romano Prodi e Arturo Parisi, dove Unione Democratica ne confluisce.
Con la nascita del secondo governo guidato da Massimo D'Alema, il 22 dicembre 1999 giura nelle mani del Presidente della Repubblica Carlo Azeglio Ciampi come ministro dei lavori pubblici nel governo D'Alema II.
Nel 2000 diventa ministro dell'ambiente nel secondo esecutivo guidato da Giuliano Amato. Durante il suo mandato ha presieduto il coordinamento interministeriale del G8 Ambiente.

#### Elezione a senatore
Alle elezioni politiche del 2001 viene eletto per la prima volta al Senato della Repubblica, tra le liste proporzionali nella circoscrizione Friuli-Venezia Giulia de La Margherita, una lista elettorale centrista guidata da Francesco Rutelli, allora candidato presidente del Consiglio de L'Ulivo. Nella XIV legislatura è capogruppo per il suo partito I Dem. L'anno successivo nel 2002, I Dem confluiscono ne La Margherita come partito, con il Partito Popolare Italiano di Pierluigi Castagnetti e Rinnovamento Italiano di Lamberto Dini.
Nello stesso anno vuole tornare nella sua Muggia, a due passi da Trieste, candidatosi come consigliere comunale, senza ottenere voti sufficienti per essere eletto.
Alle elezioni politiche del 2006 viene ricandidato al Senato, tra le liste de L'Ulivo (lista elettorale che univa principalmente La Margherita con i Democratici di Sinistra di Piero Fassino) nella circoscrizione Friuli-Venezia Giulia, venendo rieletto senatore.
Nel settembre 2007 abbandona La Margherita, prossima a sciogliersi e a confluire nel Partito Democratico (PD), e, assieme al senatore Roberto Manzione, fonda una nuova Unione Democratica, in protesta contro il PD da loro considerato sommatoria di partiti. Due mesi dopo il suo partito avvia una collaborazione stretta con i Liberal Democratici di Lamberto Dini e altri fuoriusciti della Margherita.
Il 25 novembre 2007, firmando un "contratto con gli Italiani" durante il programma Crozza Italia su LA7, promette che il 16 gennaio 2008, giorno del suo compleanno, si sarebbe dimesso da senatore. In tale data Bordon presenta in effetti le sue dimissioni al Presidente del Senato in carica Franco Marini.
(Willer Bordon)
Alle successive elezioni politiche del 2008 presenta il suo movimento, l'Unione Democratica per i Consumatori, insieme al senatore uscente Roberto Manzione. Né lui né Manzione si ricandidano; il candidato a presidente del Consiglio della lista è Bruno De Vita, a capo della formazione dei Consumatori uniti. La lista ottiene lo 0,25% dei voti.
Organizzatore delle prime elezioni primarie in Italia
Nel 2004 lancia nel comune di Grottaferrata il manifesto per le elezioni primarie per la scelta del candidato sindaco per il centrosinistra. Queste elezioni primarie anticipano quelle della coalizione dell'Unione tenutesi nell'ottobre 2005.
Le sue battaglie a tutela dei diritti civili
Da sempre in prima linea per i diritti civili, hanno fatto scalpore le sue battaglie come Ministro dell'Ambiente per far contenere a Radio Vaticana i limiti fissati per il contenimento dell'inquinamento elettromagnetico nelle zone intorno alla periferia romana di Cesano, e l'approvazione in Parlamento della legge sulla "Class action".

### Carriera imprenditoriale
Dal 2009 è stato socio fondatore, presidente e amministratore delegato della Enalg. La società deteneva l'esclusiva per l'Italia della produzione di biocombustibile da biomasse algali conferita dalla società spagnola BFS Biofuel System S.L., della quale è stato anche azionista.
È stato in tal senso vittima di una presunta truffa di 14 milioni di euro da Bisigodos, la ditta Biofuel Systems (Bfs), la quale non ha mai completato gli impianti in Spagna e Portogallo, e i cui soci maggioritari, Bernard A.J. Stroiazzo Mougin e sua moglie Belinda Anne Halsall, sono stati oggetto di azioni giudiziarie per truffa ai danni dello Stato in Portogallo e per truffa ed evasione fiscale in Spagna.

### Morte
Muore a Roma il 14 luglio 2015, dopo una lunga malattia. In tale occasione il capo politico del Movimento 5 Stelle Beppe Grillo scrive di lui: «Willer Bordon. Dimesso da senatore, morto da incensurato: un caso unico in Italia».

## Vita privata
Bordon è stato sposato con l'attrice Rosa Ferraiolo.